# Glojach
Glojach est une ancienne commune autrichienne du district de Südoststeiermark en Styrie qui a été rattachée au bourg de Sankt Stefan im Rosental le 1er janvier 2015.